# Sydney Harbour Bridge

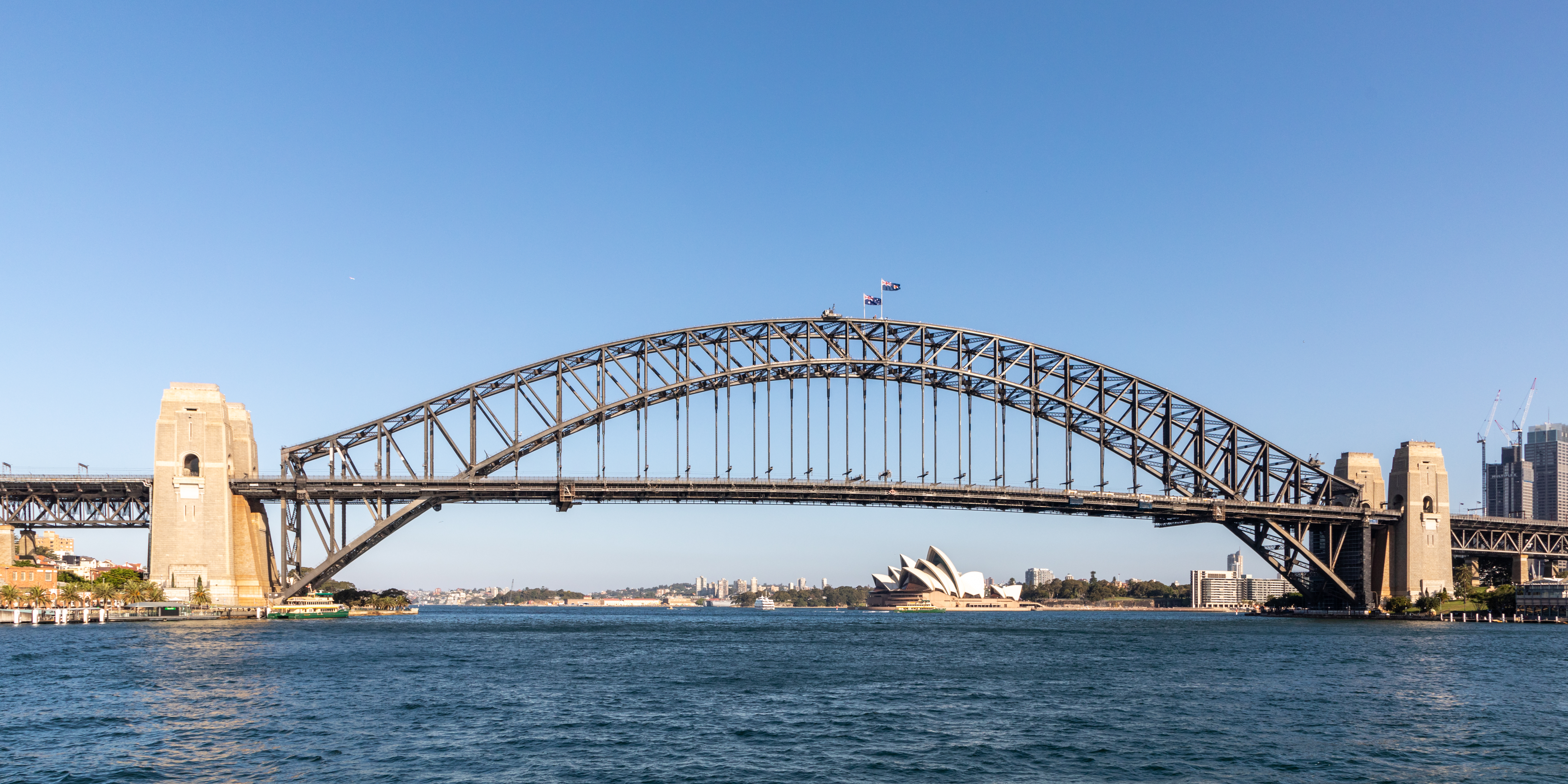
Sydney Harbour Bridge nedströms från Parramattaflodens estuarium. I bakgrunden syns Sydneys operahus.

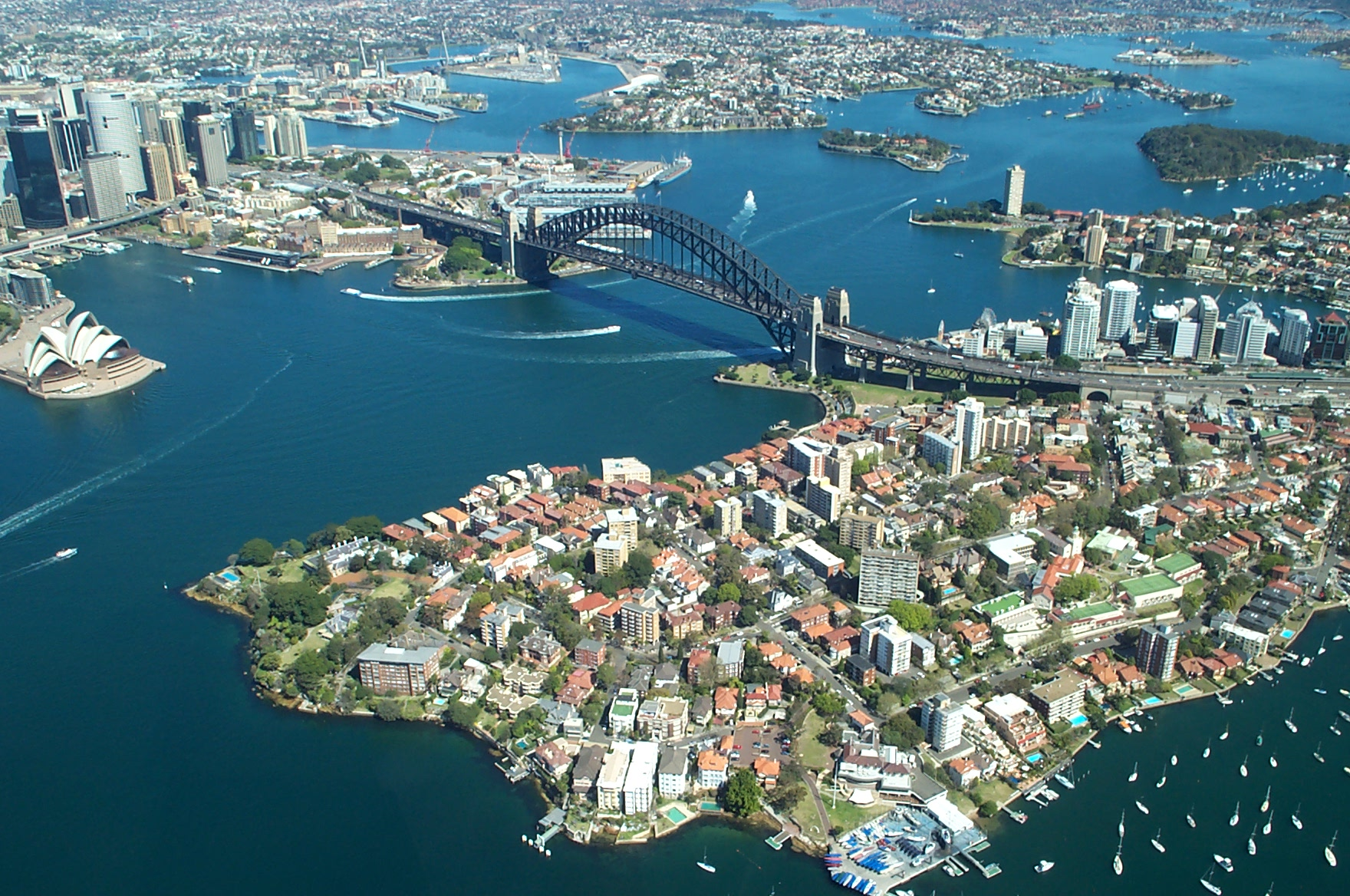
Sydney Harbour Bridge från motsatt håll och höjdledes i annan vinkel.

Sydney Harbour Bridge är en av Sydneys mest kända landmärken. Genom bron förbinds centrala Sydneys CBD med affärs- och bostadsområdet North Shore. Tillsammans med operahuset i Sydney är bron Australiens mest kända byggnadsverk. Lokalt kallas den för "galgen" på grund av brons bågform. Bron var stadens högsta byggnadsverk fram till 1967.
Brons utformning användes också vid bygget av Tyne Bridge i Newcastle, England och den bron är också nästan identisk förutom storleken. Bron är en av världens bredaste (49 meter). Bågvalvet sträcker sig 503 meter och väger 39 000 ton. Valvet går upp till 134 meter över havet men på varma dagar expanderar stålet och höjer bron med upp till 180 millimeter. De två pylonerna är ungefär 89 meter höga och gjorda av betong och granit. Pylonerna fyller dock ingen funktion för att hålla bron uppe utan tillkom främst av estetiska skäl. Brovalvet, pylonerna och vägbanan väger sammanlagt 52 800 ton.
Bron används vid varje nyår som en central del av stadens nyårsfirande och från vilken fyrverkerier avfyras både vid 21.00 och vid tolvslaget. Sydney Harbour Bridge upptogs 25 juni 1999 i New South Wales State Heritage Register samt i Australian National Heritage List den 19 mars 2007.

## Historia

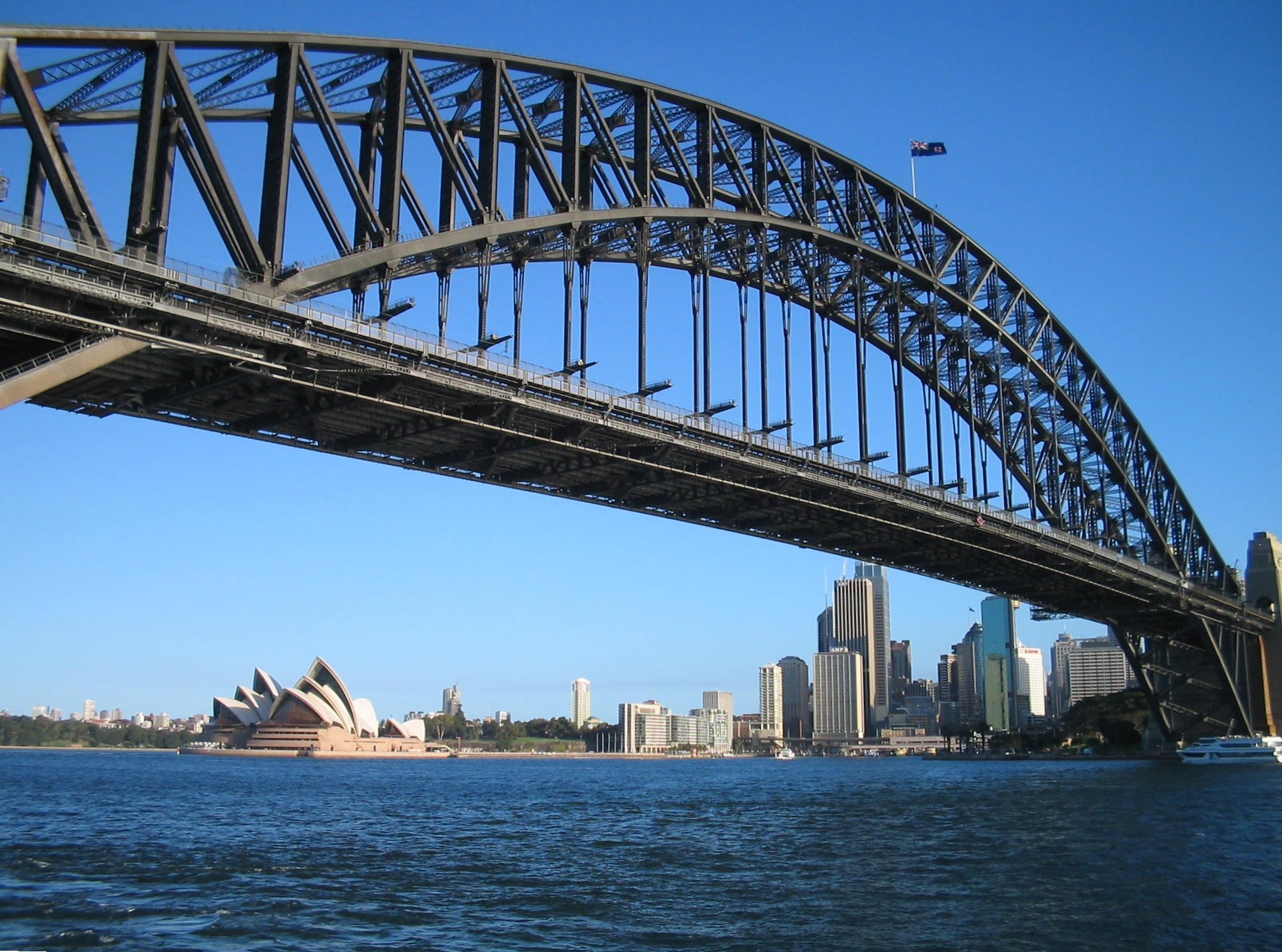
Bron med operahuset i Sydney i bakgrunden.

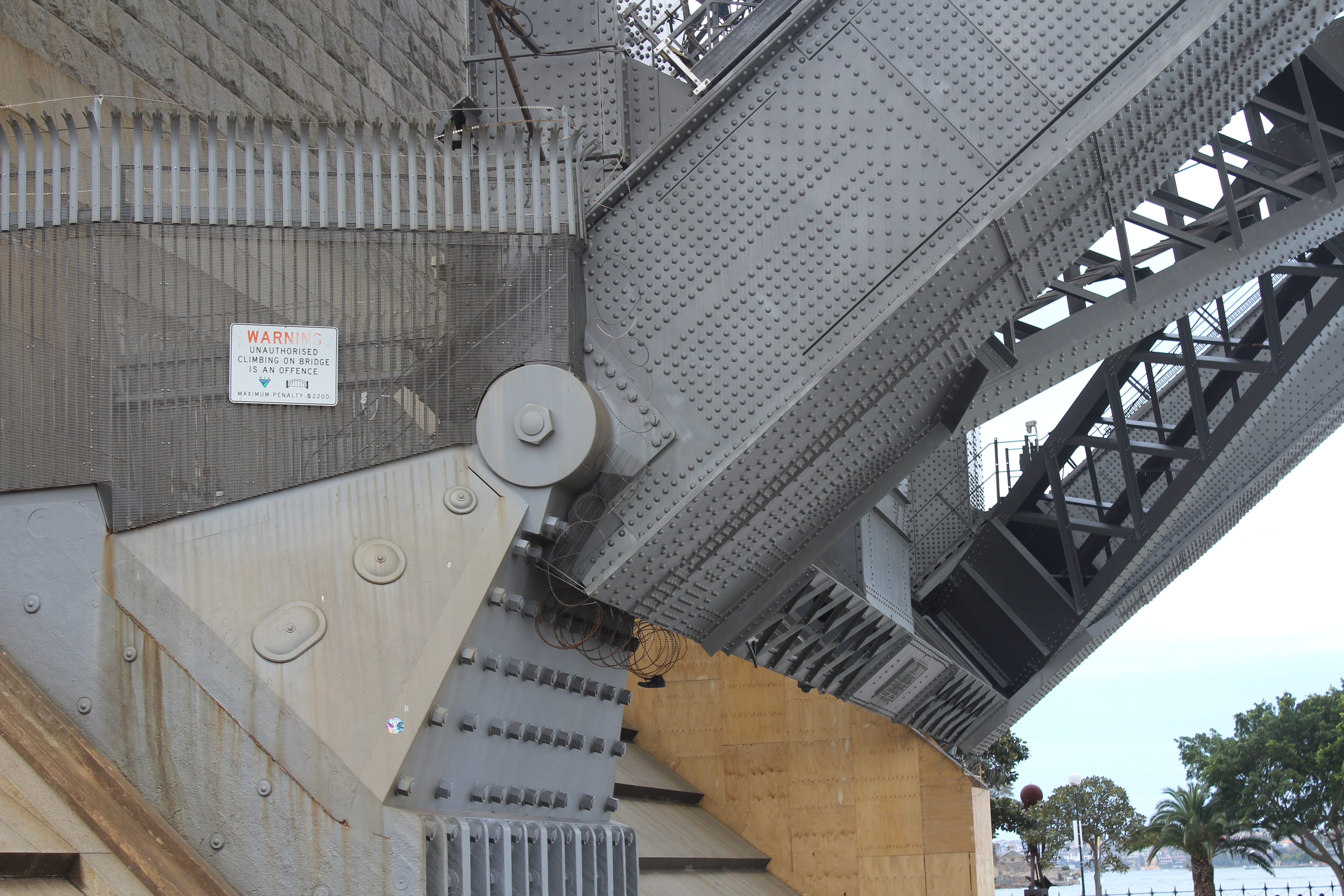
Brons gångjärn.

Bygget av en bro över Sydney Harbour föreslogs första gången 1815 av arkitekten Francis Greenway men av detta blev det inget.
1890 föreslog en kunglig kommission att den flitiga trafiken med färjor i hamnen gjorde det nödvändigt med en bro. 1912 utsågs John Bradfield till chefsarkitekt för projektet och formgav ett förslag med en enkel bågbro 1916. Bygget kunde dock inte komma igång på grund av första världskriget. I november 1922 avsatte delstatsparlamentet i New South Wales medel för ett brobygge. Uppdraget att bygga bron gick till den brittiska byggfirman Dorman Long & Co Ltd.
Byggnadsarbetet påbörjades 1923. För att ge plats för brofästena revs 800 bostadshus. Bygget av de två valvbågarna igångsattes 1929. De två valven byggdes från vardera sidan och på eftermiddagen den 19 augusti 1930 kunde bågarna byggas ihop. Samtidigt pågick bygget av banor för Sydneys pendeltåg och bron byggdes därför med sex filer för vägtrafik, två järnvägsspår och ett promenadstråk. Under 1931 byggdes vägbanan och järnvägsspåret samt el-, telefon-, vatten- och gasledningar. Den 19 januari 1932 kördes det första tåget över bron på prov.

### Invigning
Bron öppnades formellt den 19 mars 1932. När New South Wales premiärminister Jack Lang ceremoniellt skulle klippa av snöret och förklara bron för öppnad kom Francis de Groot ridande på en häst. de Groot var medlem i New Guard, ett politiskt parti som tyckte att bron borde invigts av kungafamiljen eller generalguvernören. Han högg av bandet med ett svärd och förklarade bron för invigd. de Groot arresterades, banden knöts ihop och ceremonin kunde fortsätta. de Groot åtalades och dömdes för kränkande beteende, men kom senare att stämma delstaten för olaglig arrestering och fick skadestånd för detsamma.

## Efter öppnandet
På 1950-talet togs spårvägsspåren bort och istället fick bron två nya vägbanor. Järnvägsspåren för Sydneys pendeltåg är fortfarande kvar. Den 27 maj 1973 utförde Philippe Petit en lindans mellan bropelarna. 1982 firades brons 50-årsjubileum genom att hålla den stängd för fordonstrafik en hel dag och låta gående använda vägbanorna. Även år 2000 hölls bron stängd en hel dag för att uppmärksamma aboriginska fosterbarn.